# Leicestershire
Leicestershire (pronunciat /ˈlɛstərʃər/ o /ˈlɛstərʃɪər/; abreujat Leics.) és un dels comtats històrics d'Anglaterra, situat al centre i a l'est d'aquell país, concretament a la regió dels Midlands de l'Est. Tot i que Leicester es considera la capital del comtat, les oficines del Consell del Comtat estan a Glenfield, una petita vila contigua a la gran ciutat. El comtat té frontera amb Lincolnshire, Rutland, a l'est, Northamptonshire, al sud, Warwickshire, al sud-oest, Staffordshire, Derbyshire al nord-oest, i Nottinghamshire, al nord.
La guineu és l'animal emprat per algunes entitats com a representatiu del comtat, per la tradició de la cacera d'aquest animal que hi ha. La cria de bestiar oví va ser molt important en l'economia local i hi ha algunes races d'ovella que es van originar aquí. Actualment l'enginyeria i el sector alimentari tenen un pes més destacat en l'economia de Leicestershire.

## Geografia

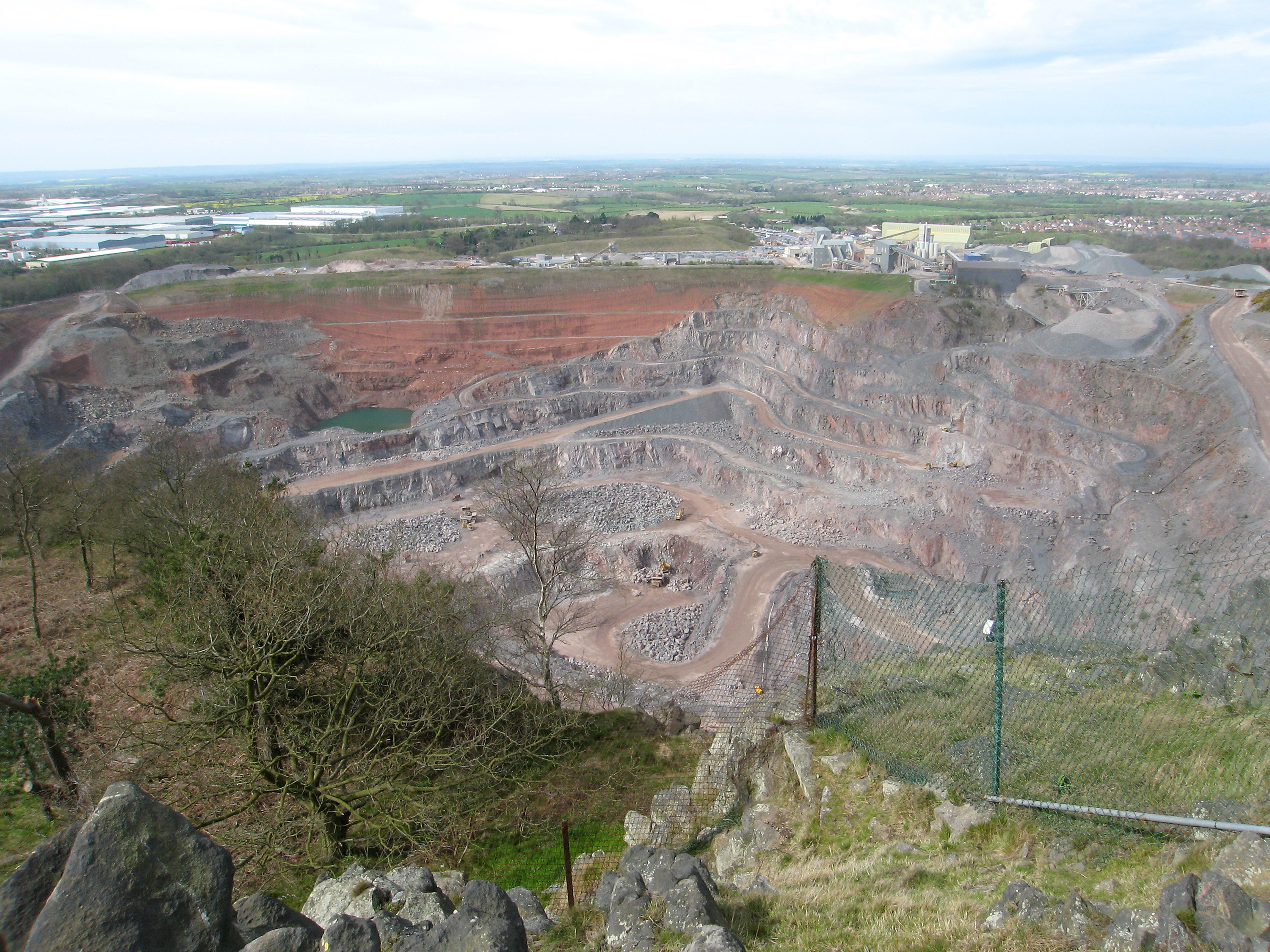
Vistes des de Bardon Hill.

Leicestershire està situat a la regió dels Midlands, que està a la franja central de l'illa de la Gran Bretanya. El riu Soar neix a l'est de Hinckley, a l'extrem sud del comtat i baixa en direcció nord travessant la ciutat de Leicester abans de desguassar en el riu Trent en el punt on està la fontera amb Derbyshire i Nottinghamshire. Una gran part del nord-oest del comtat, en la rodalia de Coalville, forma part d'una antiga zona boscosa anomenada National Forest que s'estén fins a Derbyshire i Staffordshire. Està en projecte la recuperació de l'antiga zona boscosa mitjançant la plantació d'arbres que uneixin dos boscos que encara es conserven: el Needwood i el Charnwood. El punt més elevat d'aquest comtat és Bardon Hill, un turó de 278, que està situat al costat d'una antiga mina a cel obert, cosa que fa que les vistes des d'aquest lloc siguin més fondes i la gent el compari amb les del Gran Canyó dels EU. El punt més baix del relleu fa 24,8 msnm, i està al nord de Bottesford, on el riu Devon abandona Leicestershire i penetra en Nottinghamshire.
El símbol del comtat, i també el de dos clubs, un de criquet i l'altre de futbol és la guineu roja, ja que es considera que aquest animal és originari d'aquí. Hugo Meynell, que va viure a Quorn, és conegut per ser el creador de la raça de gos rastrejador emprat per la caça de munteria, el Foxhound.

## Història
Leicestershire, és esmentat en el Domesday Book, on es diu que estava organitzat en quatre wapentakes: Guthlaxton, Framland, Goscote i Gartree. Segles més tard, el 1343 aquests wapentakes eren anomenats hundreds, però llavors Goscote va quedar dividit en dos: Goscote Oest i Goscote Est; i a més es va afegir el hundred de Sparkenhoe. El 1087, el nom d'aquest comtat s'escrivia Laegrecastrescir, paraula deriva de Leicester, que en la Crònica anglosaxona s'anomenava Ligora-ceastre.

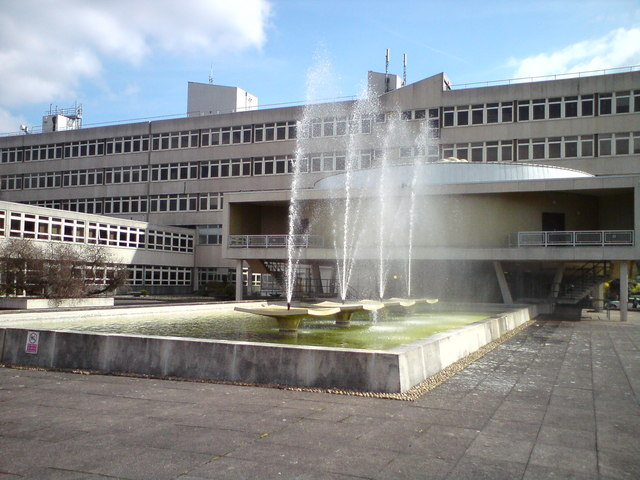
Oficines del consell del comtat, a Glenfield

Els límits fronterers de Leicestershire han variat poc des del Domesday, llevat de dos canvis. Hi havia un territori dins de Derbyshire que pertanyia administrativament a Leicestershire, el qual va ser intercanviat per l'àrea de Netherseal. L'altre canvi va ser degut a l'expansió urbana de Market Harborough, que ha estat el motiu que la vila de Little Bowden, anteriorment pertanyent a Northamptonshire, passés a formar art de Leicestershire.
El 1974, en compliment de la llei de governs locals del 1972, la ciutat de Leicester i la de Rutland van perdre l'estatus de borough; això va quedar sense efecte l'1 d'abril del 1997 quan aquests dos municipis van esdevenir districtes del tipus autoritat unitària independents administrativament i Leicester va passar a ser un comtat cerimonial. Les oficines del Consell del Comtat de Leicestershire estan al mateix edifici de l'ajuntament de Glenfield, a tocant de l'àrea urbana de Leicester.

## Població

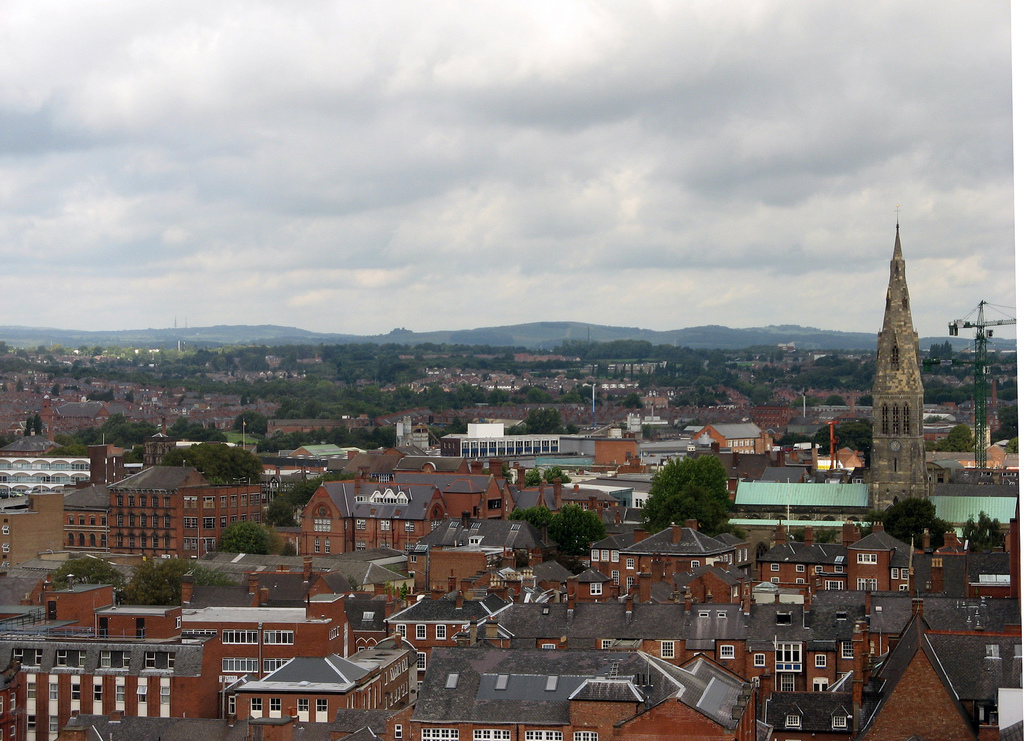
Leicester

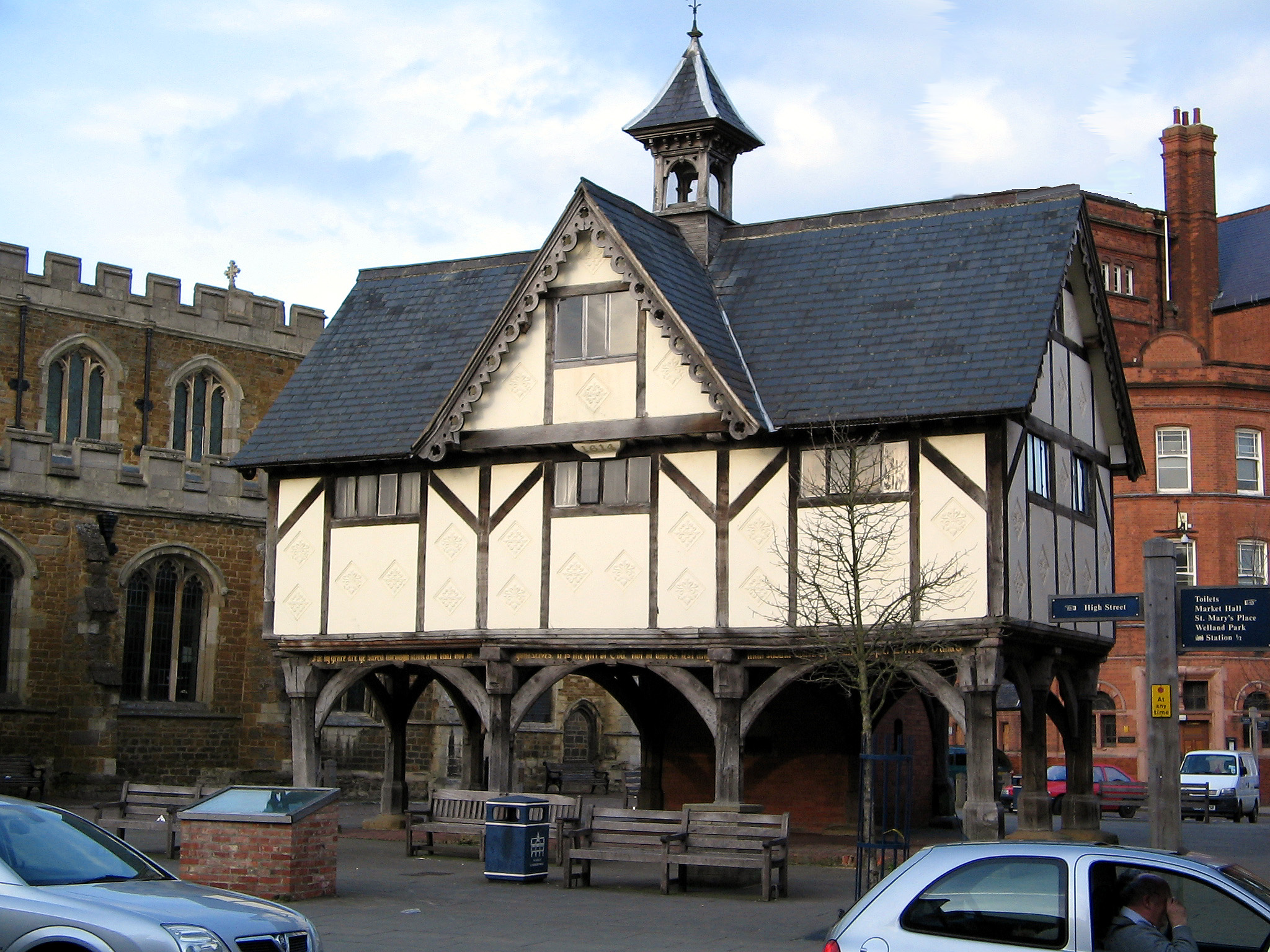
Antic mercat i escola de Market Harborough.

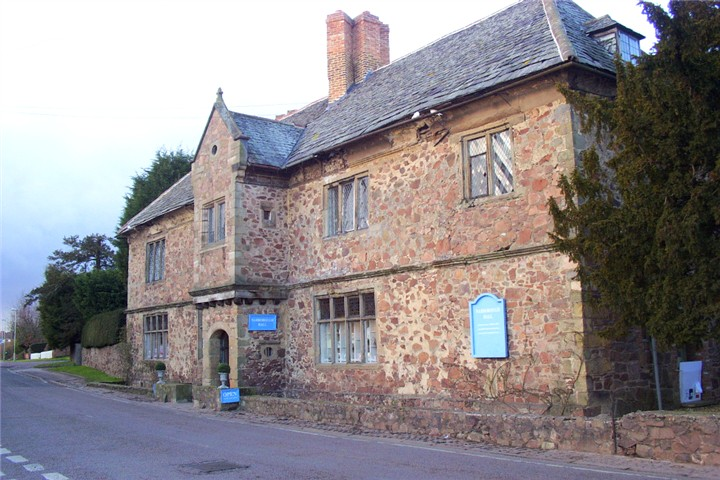
Ajuntament de Narborough

Segons el cens del 2011 aquesta és la llista de les poblacions amb més habitants:
- Leicester (455.976 hab)
- Loughborough (59.932 hab)
- Hinckley/Wigston Magna (45.249 hab)
- Coalville (34.024 hab)
- Melton Mowbray (27.158 hab)
- Market Harborough/Oadby (22.911 hab)
- Earl Shilton (19.069 hab)
- Narborough/Enderby (14.119 hab)
- Shepshed (13.505 hab)
- Syston (12.804 hab)
- Whetstone (12.760 hab)
- Ashby-de-la-Zouch (12.370 hab)

## Economia
La següent taula indica l'aportació del comtat al producte interior brut regional, desglossat per sectors, exclòs el districte de la ciutat de Leicester, expressat en milions de lliures esterlines. La suma del sparcial pot no coincidir amb el valor total a causa dels arrodoniments.
| any  | valor afegit brut regional | sector primari | sector secundari | sector terciari |
| ---- | -------------------------- | -------------- | ---------------- | --------------- |
| 1995 | 6.666                      | 145            | 2.763            | 3.758           |
| 2000 | 7.813                      | 112            | 2.861            | 4.840           |
| 2003 | 9.509                      | 142            | 3.045            | 6.321           |

### Pagesia

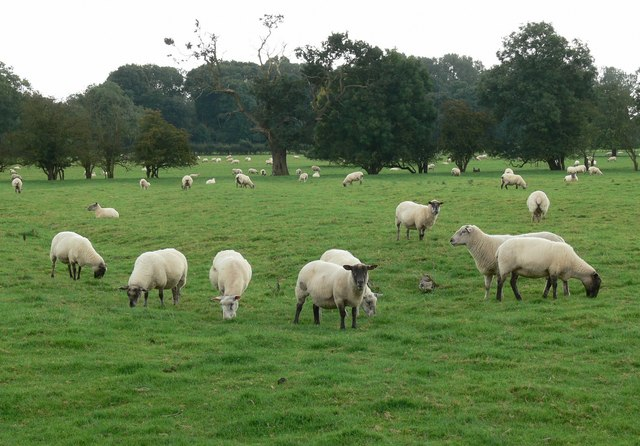
Ramat d'ovelles a prop de Stoke Golding

Leicestershire té una llarga tradició amb la pagesia com a base de l'economia, que encara té continuïtat. Robert Bakewell (1725–1795) de Dishley, a prop de Loughborough, va revolucionar la cria de bestiar fent seleccions i encreuaments. Les ovelles criades per Bakewell estaven molt valorades a tots els mercats britànics i el resultat dels seus encreuaments són les admirades ovelles d'avui dia Entre les races ovines descendents de les que va fer Bakewell estan: la Leicester, la Border Leicester, la Leicester Carablava, la Mulata escocesa, i la Gal·lesa semisalvatge.
La fira del bestiar del Leicestershire se celebra el pont de l'1 de maig i, a més d'exhibir ramats o poder-los comprar, inclou un concurs de salta de tanca. Melton Mowbray Market és el mercat de bestiar oví més important de la regió.
Els esports relacionats amb la cria d'animals o amb la cacera són part important de l'economia rural del comtat: hi ha estables de lloguer, empreses que crien gossos de caça, i ferrers per a cavalls.
Hi ha una associació que manté viva la tradició en l'àmbit rural de fer teulats de palla, la Rutland & Leicestershire Master Thatchers Association.

### Indústria alimentària

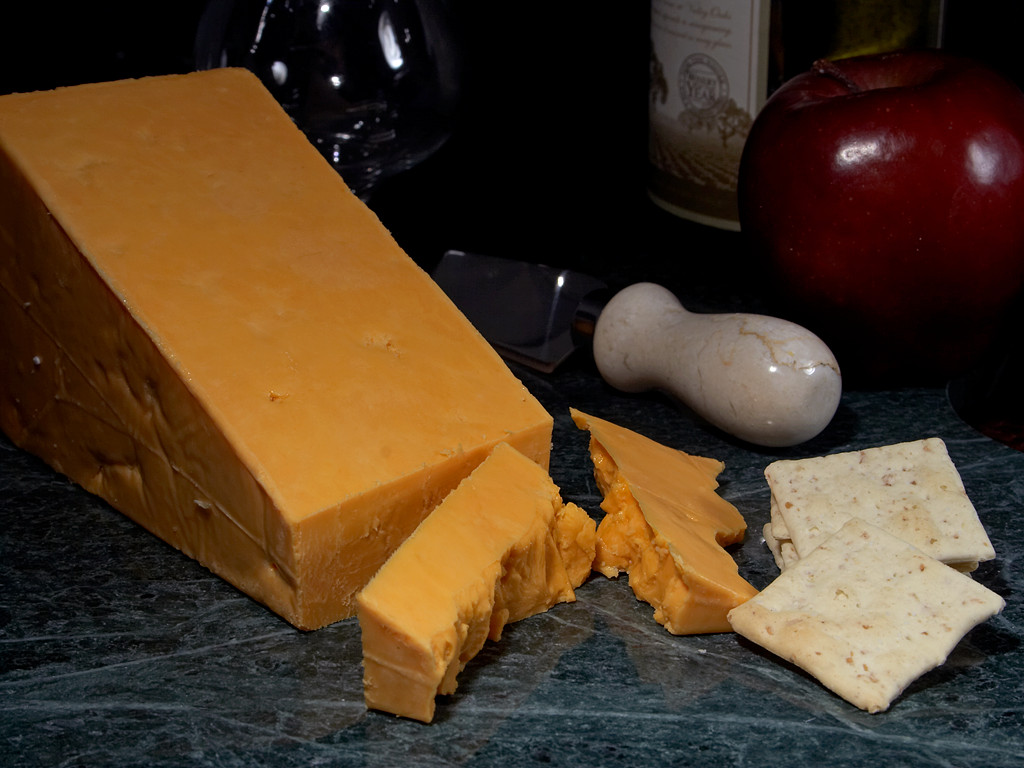
Varietat de formatge, roig Leicester, de color taronjat a causa del tipus de llevat o perquè li afegeixen annato.

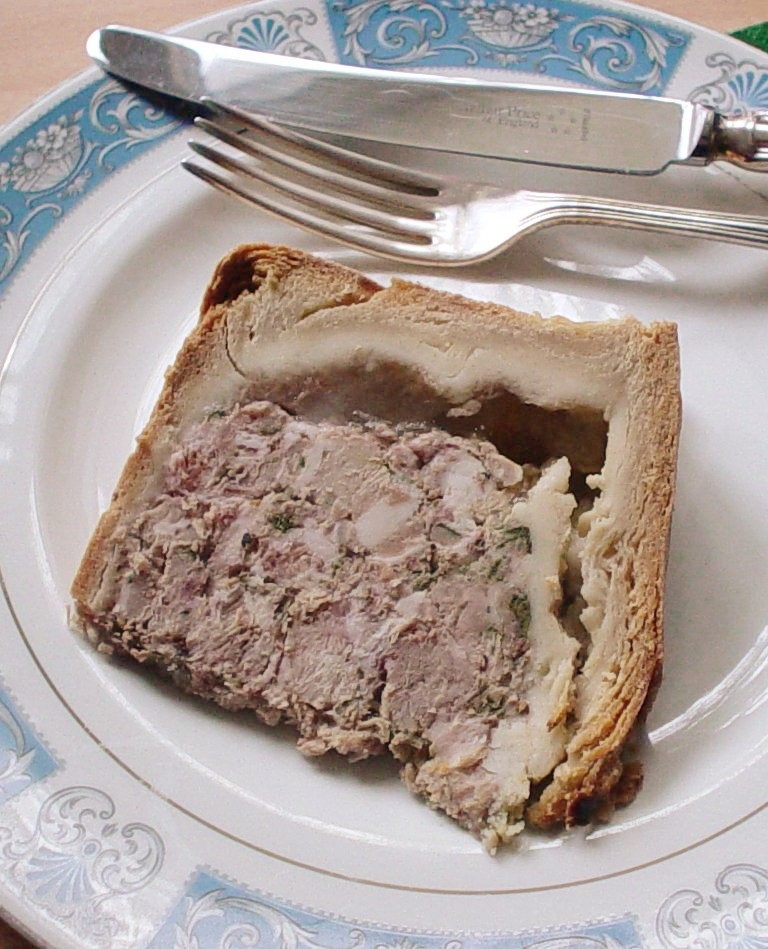
Un tall d'empanada de porc.

Hi ha dues varietats de formatge propis d'aquest comtat: el Roig Leicester i el Stilton. Les granges especialitzades estan a Long Clawson i se n'exporten al Canadà i als EUA. L'altre producte alimentari típic és l'empanada de porc, un plat tradicional d'aquest comtat que ara es produeix per vendre en supermercats.
Entre les diverses empreses alimentàries de Leicestershire està la Claybrooke que encara funciona amb energia hidràulica, i produeix més de 40 varietats de farina, lats de carn procedent de races exclusives, paó de Nadal i oca de la granja Seldom Seen. Hi ha una empresa dedicada als sucs de fruita, la Belvoir Fruit Farms que es ven a tots els supermercats del país. Una altra, Swithland Spring Water ven aigua envasada procedent dels turons de Charnwood. També hi ha cerveseries, les més importants estan a Rutland, i a Everards.
A Syston es produeixen dos plats típics, populars a tot el Regne Unit, l'empanada Pukka i el peix amb patates fregides. Altres empreses alimentàries són: Walkers Midshire Foods, part del grup Samworth Brothers que elabora salsitxes i empanades de carn; Walkers fa aperitius de patates fregides; United Biscuits té el centre de distribució a Ashby-de-la-Zouch i fa les marques d'aperitius i galetes Hula Hoops, Skips, Nik Naks i Space Raiders; Masterfoods fa aliment per a mascotes que ven a les marques Cesar, Kitekat, PAL, Pedigree, Sheba, Whiskas, Aquarian i Trill; la fàbrica Chocolate Perfection està a Ashby-de-la-Zouch. En els darrers anys Leicestershire ha esdevingut un important centre de producció de menjar indi, amb 15 empreses dedicades a aquest tipus de cuina.
Hi ha diversos mercats a l'aire lliure, el més gran és el de Leicester. A Melton Mowbray es fa la fira anual dels Midlands de l'est, el tema que es promociona és el menjar i la beguda del comtat, i té més de 200 estants.[9]

### Tèxtils
Leicester i Leicestershire també té tradició en la manufactura de mitges i mitjons. Des de l'edat mitjana ja es feia amb llana i el sector va quedar plenament industrialitzat al segle xix. Malgrat el programa d'ajuda del govern moltes fàbriques no van poder competir amb els productes de menor preu procedents d'altres països i han hagut de tancar a finals del segle xx; les empreses restants s'han centrat en fabricar productes d'excel·lent qualitat.

### Enginyeria
La metal·lúrgia ha estat una part important de l'economia de Leicestershire. La foneria John Taylor es va crear al segle xiv per fer campanes i encara funciona a Loughborough. El 1881 John Taylors va fer la campana més grossa de la Gran Bretanya, anomenada Great Paul, per la catedral de St Paul de Londres. Norman & Underwood fa teulats de metall i vitralls des del 1825; entre els edificis per als quals ha treballat estan la catedral de Salisbury, el castell de Windsor, l'abadia de Westminster, el palau de Hampton Court i Chatsworth House. L'actual parc de Coalville, Snibston Discovery Park, ocupa l'espai d'una de les tres mines de carbó que es van treballar entre 1820 i 1986 en aquella població.
L'enginyeria és també una activitat amb arrels en el passat. L'estació de bombers Abbey Pumping Station conserva quatre mecanismes que funcionen amb maquines de vapor construïdes en la dècada del 1890 a Leicester, a la fàbrica Vulcan. Les empreses actuals dedicades a l'enginyeria són: dos fabricants d'automòbil esportiu Noble Automotive Ltd, situada a Barwell, i Ultima Sports Ltd situada a Hinckley; Triumph Motorcycles (ciclomotors) a Hinckley, Jones & Shipman (eines per a màquines), Metalfacture Ltd (lamines de metall), Richards Engineering (equipament per a foneries), Transmon Engineering (eines), Trelleborg Industrial AVS a Beaumont Leys (components per a suspensió industrial), Parker Plant (equipament per a l'extrcció de mineral), Aggregate Industries UK (material de construcció), Infotec situat a Ashby-de-la-Zouch (panells d'informació electrònica), Alstec (programari informàtic per a aeroports) a Whetstone, i Brush Traction (locomotores) a Loughborough. Existeix un compromís per formar nous enginyers mitjançant la col·laboració entre les empreses del comtat i les universitats de Leicester, De Montfort (també a la ciutat de Leicester) i de Loughborough.

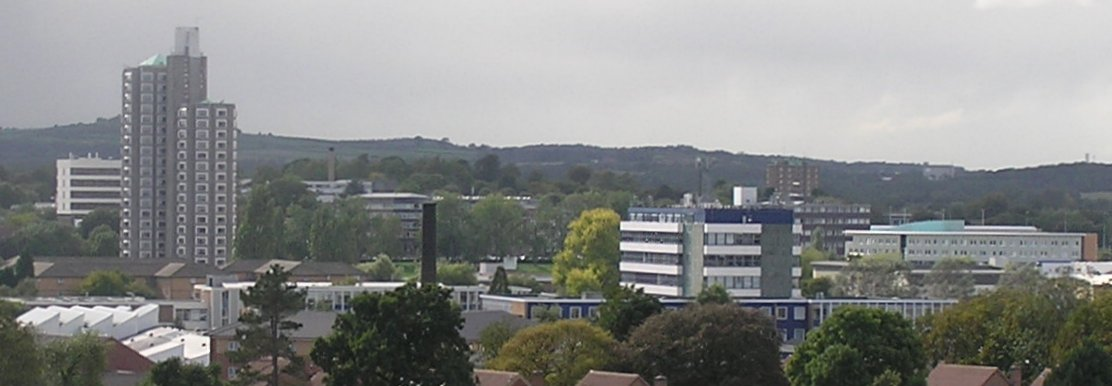
Universitat de Loughborough

El Centre d'Innovació de Sistemes i el Centre per l'Excel·lència per a la reducció del nivells de carboni procedent dels vehicles de combustió (CENEX) té la seva base a la Universitat de Loughborough. Dins del sector privat està PERA, una organització de recerca i tecnologia, que té la seu a Melton Mowbray, i MIRA centre d'investigació per a vehicles, que té la seu a Hinckley. Les empreses de l'automoció i aeroespacials fan servir per a les seves proves el Mallory Park, i l'aeròdrom de Bruntingthorpe. El 18 d'octubre del 2007, un model Avro Vulcan va tornar a volar des d'aquest aeròdrom després d'una restauració que va portar 10 anys.

### Altres indústries
Hi ha indústria farmacèutica, de biotecnologia relacionada amb la medicina: les empreses 3M, Bridgehead International situades a Melton, Fisher Scientific a Loughborough, i Ashfield Healthcare a Ashby de-la-Zouch.

## Bandera i escut heràldic
La bandera presenta els següents elements:
- Una flor de cinc pètals blancs, símbol de la família Beaumont perquè Robert Beaumont va ser el primer comte de Leicester.
- Un lleó de doble cua, representant a Simó IV de Montfort, comte de Leicester.
- Una ploma, procedent de l'escut de John de Gaunt, comte de Leicester al segle xv.
- Una màniga de vestit medieval femení, símbol de la família Hastings, que posseïa diversos castells en aquest comtat.

L'escut heràldic té els mateixos elements però a més inclou: una ovella, un bou, tots dos símbol de la tradició ramadera, i també té el dibuix d'una guineu roja, per ser zona de caça d'aquest animal. Dins la llegenda : una fulla d'avellaner, en honor de lord Hazlerigg, que va ser el màxim representant del comtat en el període 1925-1949; en l'extrem oposat un ocellet que representa sir Robert Martin, secretari del consell del comtat en el període 1924-1960.